# La Terra dona a Nettuno i bulbi di tulipano
La Terra dona a Nettuno i bulbi di tulipano è un dipinto del pittore italiano Giovanni Andrea Sirani, realizzato nel 1635 e ubicato presso la Collezione BPER Banca.

## Storia
Il dipinto è stato attribuito a Giovanni Andrea Sirani da Daniele Benati, il quale gli dedicò una scheda nella mostra Fiori. Natura e simbolo dal Seicento a Van Gogh (2010) ai musei di San Domenico di Forlì. È entrata in possesso della BPER Banca nel 2008 e dal 3 maggio al 9 giugno 2019 è stata esposta al pubblico.

## Descrizione
Sul lato destro del dipinto vediamo Nettuno in atteggiamento imponente, su un cocchio a conchiglia spinto da Zefiro e trainato da cavalli marini guidati dai tritoni.  Accoglie i bulbi di tulipano in dono dalla Terra, situata a sinistra in veste di cacciatrice.
Il dipinto testimonia l'entusiasmo che interessò il XVII secolo in Europa per la diffusione della floricoltura. Stilisticamente si distingue per la finezza dei soggetti, le pennellate morbide e i colori squillanti.
Proprio i protagonisti del dipinto sono tratti da un disegno del maestro dell'artista, Guido Reni, per il De florum cultura (1633) di Giovanni Battista Ferrari, poi inciso su rame da Johann Friedrich Greuter.